# 甜心巧克力
甜心巧克力是2013年中华人民共和国與日本合拍的一部愛情片。該電影由林志玲、池内博之、福地祐介、陈廷嘉、李铭顺等人主演，篠原哲雄执导，久石让配乐。該電影講述的是林月（林志玲饰演）與木场总一郎（池内博之饰）以及星野守（福地佑介饰）之間的愛情故事。電影中出現了上海市以及夕張市。